# 六曜
六曜（ろくよう、りくよう）は、暦注の一つで、先勝（せんしょう、せんかち）・友引（ともびき）・先負（せんぷ、せんぶ、せんまけ）・仏滅（ぶつめつ）・大安（たいあん）・赤口（しゃっこう、しゃっく）の6種の曜がある。

## 概要
日本では、暦の中でも有名な暦注の一つで、一般のカレンダーや手帳にも記載されていることが多い。今の日本においても影響力があり、「結婚式は大安がよい」「葬式は友引を避ける」など、主に冠婚葬祭などの儀式と結びついて使用されている。
七曜表形式のカレンダーにおいては、漢字2字で略さずに併記されることが最も多いが、大安だけ文字を赤くしたり、丸などの記号で大安のみを表して他の六曜は記載しないカレンダーもある。
六輝（ろっき）や宿曜（すくよう）ともいうが、これは七曜との混同を避けるために、明治以後に作られた名称である。
仏滅や友引という、仏事と関連のあるように見える言葉が多く使われているが、仏教との関係はない。仏事と関連のあるように見える言葉が多いのは当て字によるものである。占いを盲信して本質がおろそかになればかえって悪い結果になるとして、仏教では占いを否定している。また、日本仏教の宗派の一つである浄土真宗では親鸞が「日の吉凶を選ぶことはよくない」と和讃で説いたため、迷信、俗信一般を否定して、仏教においては本質的に因果関係によって物事が決まり、六曜が直接原因として物事を左右することはないとする。

## 歴史
六曜の起源については孔明六輝と呼ばれ諸葛亮が発案したとの俗説がある。しかし、三国時代から六曜があったかは疑わしい。
一般的には、六曜は中国大陸の「六壬」の変化したものであると考えられている。「六壬時課」は唐の李淳風が考案したとされ、時刻の吉凶を占うものだった。李淳風の『六壬承訣（りくじんしょうけつ）』には大安（たいあん）、留連（りゅうれん）、速喜（そっき）、赤口（しゃっこう）、将吉（しょうきち）、空亡（くうぼう）が挙げられている。六壬時課が日本に伝来したのは室町時代と考えられるが、定かではない。
中国では六壬時課から「小六壬」という日の吉凶占いが派生し、清の沈重華の『通読類情書』（1771年）で紹介されている。飯島忠夫は日本の六曜は小六壬から転じたものとしている。
貞享5年（1688年）小泉松卓（小泉光保）の『頭書長暦』に「大安則吉日取ノ事」という日の吉凶配置図が掲載されており、大安（吉日）、立連（悪日）、則吉（善日）、赤口（悪日）、小吉（幸日）、虚妄（悪日）となっている。時刻を対象とするか日を対象とするかという差異はあるが、配列順は六壬時課と同一である。
日本における「六曜」という言葉の初見は元禄9年（1696年）の『六曜私』（妙法院）とみられる。現在の六曜との関係は明確でないが、本書中には「先勝」「友引」「先負」という言葉が現れるほか、神仏名が多く見られ神仏習合の色彩が濃い。
現在と同じ六曜の初見は、神田茂の研究によれば延享4年（1747年）編と思われる『万暦両面鑑』である。
以上の例の日付に対する配当を表にすると以下の通りとなる。
| 旧暦日付        | 六壬時課（各日子の刻） | 小六壬 | 大安則吉日取ノ事 | 六曜   |
| 旧暦日付        | 7世紀                  | 1771年 | 1688年           | 1747年 |
| --------------- | ---------------------- | ------ | ---------------- | ------ |
| 1月1日・7月1日  | 大安                   | 小吉   | 大安             | 先勝   |
| 2月1日・8月1日  | 留連                   | 空亡   | 立連             | 友引   |
| 3月1日・9月1日  | 速喜                   | 大安   | 則吉             | 先負   |
| 4月1日・10月1日 | 赤口                   | 留連   | 赤口             | 仏滅   |
| 5月1日・11月1日 | 将吉                   | 速喜   | 小吉             | 大安   |
| 6月1日・12月1日 | 空亡                   | 赤口   | 虚妄             | 赤口   |

六曜があえて大安を元日から外したように見える点について、4月8日の降誕会を大安、12月8日の成道会を先勝、2月15日の涅槃会を仏滅にあてたものであるとして、現在の六曜は仏教の影響を受けて成立したものであるとの説がある。なお小六壬が大安を元日から外したのは1月15日の元宵節を大安にあてるためと考えられる。
江戸時代末期の『安政雑書万暦大成』で現在と同様の六曜の吉凶解釈が出揃うが、江戸時代には六曜は数ある暦注の一つにすぎなかった。

### 近代以降
明治維新による西洋化の一環として、政府は「明治5年11月9日太政官布告第337号（改暦ノ布告）」（1872年）において「今般改暦之儀別紙詔書写の通り仰せ出され候條、此の旨相達し候事」とそれまで採用していた天保暦（太陰太陽暦の一つ）を太陽暦に改めるにあたって、明治天皇の名によって次のような「改暦詔書写」を掲げている。
同年11月24日、太政官布告を続いて発し「今般太陽暦御頒布に付、来明治6年（1873年）限り略暦は歳徳・金神・日の善悪を始め、中下段掲載候不稽の説等増補致候儀一切相成らず候」とある。
この他、福澤諭吉なども
と述べている。
太陽暦へ改暦されるにあたり、「吉凶付きの暦注は迷信である」として、政府は吉凶に関する暦注を一切禁止、尋常小学校の教科書にも迷信を信じるなと記載された。しかし、暦注の廃止は人々の反発を招き、1882年（明治15年）頃から俗に「オバケ暦」と呼ばれる暦注が満載の民間暦が出回るようになった。政府が発行する官暦となった神宮暦も、新暦（太陽暦）と天文・地理現象の他は国家神道の行事等のみを載せ、吉凶の暦注は一切排されるはずであったが、六曜と旧暦を略本暦に附すという形で存続した。明治時代まで暦注には種々のものがあったが暦注追放を経て六曜はかえって重視されるようになったともいわれている。
第二次世界大戦後は政府による統制も廃止され、六曜などの暦注を付したカレンダーも一般に販売され広く用いられている。しかし、行政をはじめとする公共機関が作成するカレンダーでは使用せず、掲載を取りやめるよう行政指導を行っている機関もある。これは、根拠のない迷信であること、無用な混乱を避けるなどの理由による。また、部落解放同盟は「六曜のような科学的根拠のない迷信を信じることは差別的行為につながる恐れがある」などの理由から、積極的な廃止を求めている。こうした背景などから、2016年には大分県佐伯市でカレンダー配布を巡る騒動も起きている。
現代でも、冠婚葬祭の日程を決める時には六曜を意識して決める人がいる。ただ自分たちは気にしないが、親や祖父母や結婚式場のスタッフに言われたから、参加者に非常識だと思われないようになど、世間体を気にして仕方なく六曜を考慮しているケースもある。また最近は六曜の記載がないカレンダーが増えてきたことや、携帯電話等で予定を管理するなど、カレンダーやスケジュール帳自体を購入しない10代・20代の若者も増えているので、六曜を知らないという人もいるほどである。
気にする人の場合では、先述の冠婚葬祭以外にも、お祝いの品を買う時や持って行く時、見舞いに行く時、引っ越し、納車、家を建てる時、宝くじを購入する時、新しい鞄や靴をおろす時まで、大安の日を選ぶという人も存在する。

## 配当
六曜は「先勝→友引→先負→仏滅→大安→赤口」の順で繰り返すが、旧暦の毎月1日の六曜は以下のように固定されている。閏月は前の月と同じになる。
| 1月・7月  | 先勝 |
| 2月・8月  | 友引 |
| 3月・9月  | 先負 |
| 4月・10月 | 仏滅 |
| 5月・11月 | 大安 |
| 6月・12月 | 赤口 |

よって、旧暦では月日により六曜が決まることになる。定義としては、旧暦の月の数字と旧暦の日の数字の和が6の倍数であれば大安となる。
しかし、新暦のカレンダーの上では、規則正しく循環していたものがある日突然途切れたり、同一の日の六曜が年によって、月によって相違していたりする。旧暦と新暦（太陽暦）が対応しないことが六曜に神秘性を与え、冠婚葬祭で六曜を気にかける一つの要因になっているといわれている。
配当例
| 2018年（平成30年） | 2018年（平成30年） | 2018年（平成30年） | 2018年（平成30年） | 2018年（平成30年） | 2018年（平成30年） | 2018年（平成30年） | 2018年（平成30年） | 2018年（平成30年） | 2018年（平成30年） | 2018年（平成30年） | 2018年（平成30年） | 2018年（平成30年） | 2018年（平成30年） | 2018年（平成30年） | 2018年（平成30年） |
| ------------------ | ------------------ | ------------------ | ------------------ | ------------------ | ------------------ | ------------------ | ------------------ | ------------------ | ------------------ | ------------------ | ------------------ | ------------------ | ------------------ | ------------------ | ------------------ |
| 新暦 （七曜）      | 10月01日 月曜日    | 10月02日 火曜日    | 10月03日 水曜日    | 10月04日 木曜日    | 10月05日 金曜日    | 10月06日 土曜日    | 10月07日 日曜日    | 10月08日 月曜日    | 10月09日 火曜日    | 10月10日 水曜日    | 10月11日 木曜日    | 10月12日 金曜日    | 10月13日 土曜日    | 10月14日 日曜日    | 10月15日 月曜日    |
| 旧暦               | 08月22日           | 08月23日           | 08月24日           | 08月25日           | 08月26日           | 08月27日           | 08月28日           | 08月29日           | 09月01日           | 09月02日           | 09月03日           | 09月04日           | 09月05日           | 09月06日           | 09月07日           |
| 六曜               | 大安               | 赤口               | 先勝               | 友引               | 先負               | 仏滅               | 大安               | 赤口               | 先負               | 仏滅               | 大安               | 赤口               | 先勝               | 友引               | 先負               |

### 旧暦から求める六曜
七曜をグレゴリオ暦やユリウス暦の日付から求めるには複雑な公式が必要なのに対し、六曜は旧暦の日付から一意的に定まる。
そのため、下記の計算式の剰余演算（余り〈あまり〉、mod）によって旧暦の月、日から簡便に六曜を求めることができる。
| （月＋日）÷6＝？…あまり |        |        |        |        |        |        |
| あまり                  | 0 大安 | 1 赤口 | 2 先勝 | 3 友引 | 4 先負 | 5 仏滅 |

このことから、以下の伝統行事は毎年同じ六曜であることが分かる。
- 旧正月（1月1日 (旧暦)）：1+1=2, 2÷6=0あまり2→先勝
- 旧雛祭り（3月3日 (旧暦)）：3＋3＝6, 6÷6＝1あまり0→大安
- 旧端午（5月5日 (旧暦)）：5＋5＝10, 10÷6＝1あまり4→先負
- 旧七夕（7月7日 (旧暦)）：7+7=14, 14÷6=2あまり2→先勝
- 月見（8月15日 (旧暦)）：8+15=23, 23÷6=3あまり5→仏滅
- 月見（9月13日 (旧暦)）：9+13=22, 22÷6=3あまり4→先負
- 旧七五三（11月15日 (旧暦)）：11+15=26, 26÷6=4あまり2→先勝

### 六曜のカレンダー上での飛び方・配列
カレンダー上での六曜の飛び方や配列によって、旧暦に関して次のことがわかる：
- 六曜が1つ飛んでいる場合
  - 飛んだ後の日は通常月の朔日で、前月が大の月
  - あるいは、飛んだ後の日は閏月の朔日で、前月が小の月
- 六曜が2つ飛んでいる場合
  - 飛んだ後の日は通常月の朔日で、前月が小の月
- 六曜が59日あるいは60日連続している場合
  - 該当期間は、前の30日間が通常月の大の月、後の29日間あるいは30日間が閏月

## 各六曜
各六曜の詳しい説明は以下の通りである。現在言われる吉凶はほぼ『安政雑書万暦大成』（『古事類苑』）と共通である。

### 先勝
先勝（せんしょう、せんかち）は、早くことを済ませてしまうことが良いとされる日。「先んずれば即ち勝つ」の意味。午前は吉、午後は凶と言われる。急用の処理や訴訟には吉日とされている。かつては「速喜」「即吉」とも書かれた。

### 友引
友引（ともびき）は、勝負の決着がつかない良くも悪くもないとされる日、もしくは転じて「勝ち負けなし」「友を引き寄せる」などと解する場合には逆に佳日として扱われることがある。
留連（立連）を原義とし、もともとは「共引き」の意味である。つまり陰陽道で、ある日ある方向に事を行うと災いが友に及ぶとする「友引日」というものがあり、これが六曜の友引と混同されたものと考えられている。
朝晩は吉、昼は凶と言われる。
友引の日については葬儀を避けるという俗信が存在する。これは友引に葬儀を行うと「友が冥土に引き寄せられる」（＝死ぬ）というものであり、友引の日は葬祭関連業や火葬場が休業となっていることがある。しかし、六曜は仏教とは関係がないため、友引でも葬儀をする宗派（浄土真宗）がある。また、火葬場での友引休業を廃止する自治体も増えている。
友引に葬儀を避ける俗信は本来は六曜とは全く関係のない友曳（ともびき）との混同といわれており、友曳は十二支の該当日に友曳方の方角へ出かけたり葬儀を営むことを避ける習俗で音が同じことから混同されたものとみられている。
なお慶事に扱う場合は、前述の「勝ち負けなし」を「夫婦円満」と解して結婚披露宴そのものを、あるいは“幸せのお裾分け”という意味で引出物の発送をこの日にする人もいる。
「ともびき」という読みが一般的となっているが、中国語の「留引」を「ゆういん」と読むことがルーツとなっており、訓読みとなって「ともびき」と当てはめたため、「友を引く」こととは関係がなかった。なお「留引」は、現在あることが継続・停滞することを表し、良き事象なら継続を、悪き事象なら対処を、という「状況を推し量り行動する日」だった。

### 先負
先負（）は、急用は避けるべきとされる日。争い事や公事も良くないといわれ、万事に平静を守ることが良いとされる。「先んずれば即ち負ける」の意味で先勝に対応する。午前は凶、午後は吉と言われる。
かつては「小吉」「周吉」と書かれ吉日とされていたが、字面につられて現在のような解釈がされるようになった。

### 仏滅
仏滅（ぶつめつ）は、六曜における大凶日。もとは「虚亡」といい勝負なしという意味で、さらに「空亡」とも称されていたが、これを全てが虚しいと解釈して「物滅」と呼ぶようになり、仏の功徳もないという意味に転じて「佛（仏）」の字が当てられたものである。しかし史料上「仏滅」の表記は延享4年（1747年）編の『万暦両面鑑』に現れ、以後の万暦両面鑑でも一貫して用いられているのに対し、「物滅」の表記の初出は『安政雑書万暦大成』（1854年）であるとの批判がある。
仏滅は万事に凶であるとされる。この日は六曜の中で最も凶の日とされ、婚礼などの祝儀を忌む習慣がある。この日に結婚式を挙げる人は少ない。そのため仏滅には料金の割引を行う結婚式場もある。他の六曜は読みが複数あるが、仏滅は「ぶつめつ」としか読まれない。
字面から仏陀（釈迦）が入滅した（死亡した）日と誤解されることが多い。文政2年（1819年）の『文政二卯ノとし　年中きようくんうた　全』では既に仏滅の説明として「仏の命日といふて何事にもわるし･･･」とある。しかし、六曜は仏教に由来するものではなく上述のように無関係である。釈迦の死亡日とされる2月15日が旧暦では必ず仏滅になるのは、偶然そうなっただけである。
「何事も遠慮する日、病めば長引く、仏事はよろしい」ともいわれる。
また『物滅』として「物が一旦滅び、新たに物事が始まる」とされ、「大安」よりも物事を始めるには良い日との解釈もある。

### 大安
大安（たいあん）は、万事進んで行うのに良いとされる日。「大いに安し」の意味。
六曜の中で最も吉の日とされる。何事においても吉、成功しないことはない日とされる。「泰安」が元になっており、婚礼や建前（上棟式）などの日取りなどは大安の日に行われることが多い。自動車の登録日や納車日、建物の基礎工事着工日や引渡日をこの日にするという人も少なくない。

### 赤口
赤口（しゃっこう、しゃっく）は、正午の前後を除いて凶日とされる日。午の刻（午前11時ごろから午後1時ごろまで）のみ吉で、それ以外は凶とされる。
陰陽道の赤舌日（しゃくぜつにち）と赤口日あるいは大赤（たいしゃく）が混じって凶日として六曜の一つになったといわれている。赤舌日は木星の西門を支配する赤舌神が司る日とされ、門を交代で守る配下の六鬼のうち特に3番目の羅刹神は人々を威嚇する存在であり、この日は訴訟や契約は避けるべきとされた。また、赤口日は木星の東門を支配する赤口神が司る日とされ、配下の八大鬼のうち特に4番目の八嶽卒神は人々の弁舌を妨害する存在であり、この日も訴訟や契約は避けるべきとされた。赤舌日は6日周期、赤口日は8日周期で異なる周期であるが、これらが六曜の一つに「赤口」としてまとめられ取り込まれたと考えられている。
この日は「赤」という字が付くため、火の元、刃物に気をつける。つまり「死」を連想されるものに注意する日とされる。

## 旧暦の日付と六曜の対照表
| 1月  | 1月  | 1月  | 1月  | 1月  | 1月  |
| 先勝 | 友引 | 先負 | 仏滅 | 大安 | 赤口 |
| ---- | ---- | ---- | ---- | ---- | ---- |
| 1    | 2    | 3    | 4    | 5    | 6    |
| 7    | 8    | 9    | 10   | 11   | 12   |
| 13   | 14   | 15   | 16   | 17   | 18   |
| 19   | 20   | 21   | 22   | 23   | 24   |
| 25   | 26   | 27   | 28   | 29   | 30   |

| 2月  | 2月  | 2月  | 2月  | 2月  | 2月  |
| 友引 | 先負 | 仏滅 | 大安 | 赤口 | 先勝 |
| ---- | ---- | ---- | ---- | ---- | ---- |
| 1    | 2    | 3    | 4    | 5    | 6    |
| 7    | 8    | 9    | 10   | 11   | 12   |
| 13   | 14   | 15   | 16   | 17   | 18   |
| 19   | 20   | 21   | 22   | 23   | 24   |
| 25   | 26   | 27   | 28   | 29   | 30   |

| 3月  | 3月  | 3月  | 3月  | 3月  | 3月  |
| 先負 | 仏滅 | 大安 | 赤口 | 先勝 | 友引 |
| ---- | ---- | ---- | ---- | ---- | ---- |
| 1    | 2    | 3    | 4    | 5    | 6    |
| 7    | 8    | 9    | 10   | 11   | 12   |
| 13   | 14   | 15   | 16   | 17   | 18   |
| 19   | 20   | 21   | 22   | 23   | 24   |
| 25   | 26   | 27   | 28   | 29   | 30   |

| 4月  | 4月  | 4月  | 4月  | 4月  | 4月  |
| 仏滅 | 大安 | 赤口 | 先勝 | 友引 | 先負 |
| ---- | ---- | ---- | ---- | ---- | ---- |
| 1    | 2    | 3    | 4    | 5    | 6    |
| 7    | 8    | 9    | 10   | 11   | 12   |
| 13   | 14   | 15   | 16   | 17   | 18   |
| 19   | 20   | 21   | 22   | 23   | 24   |
| 25   | 26   | 27   | 28   | 29   | 30   |

| 5月  | 5月  | 5月  | 5月  | 5月  | 5月  |
| 大安 | 赤口 | 先勝 | 友引 | 先負 | 仏滅 |
| ---- | ---- | ---- | ---- | ---- | ---- |
| 1    | 2    | 3    | 4    | 5    | 6    |
| 7    | 8    | 9    | 10   | 11   | 12   |
| 13   | 14   | 15   | 16   | 17   | 18   |
| 19   | 20   | 21   | 22   | 23   | 24   |
| 25   | 26   | 27   | 28   | 29   | 30   |

| 6月  | 6月  | 6月  | 6月  | 6月  | 6月  |
| 赤口 | 先勝 | 友引 | 先負 | 仏滅 | 大安 |
| ---- | ---- | ---- | ---- | ---- | ---- |
| 1    | 2    | 3    | 4    | 5    | 6    |
| 7    | 8    | 9    | 10   | 11   | 12   |
| 13   | 14   | 15   | 16   | 17   | 18   |
| 19   | 20   | 21   | 22   | 23   | 24   |
| 25   | 26   | 27   | 28   | 29   | 30   |

| 7月  | 7月  | 7月  | 7月  | 7月  | 7月  |
| 先勝 | 友引 | 先負 | 仏滅 | 大安 | 赤口 |
| ---- | ---- | ---- | ---- | ---- | ---- |
| 1    | 2    | 3    | 4    | 5    | 6    |
| 7    | 8    | 9    | 10   | 11   | 12   |
| 13   | 14   | 15   | 16   | 17   | 18   |
| 19   | 20   | 21   | 22   | 23   | 24   |
| 25   | 26   | 27   | 28   | 29   | 30   |

| 8月  | 8月  | 8月  | 8月  | 8月  | 8月  |
| 友引 | 先負 | 仏滅 | 大安 | 赤口 | 先勝 |
| ---- | ---- | ---- | ---- | ---- | ---- |
| 1    | 2    | 3    | 4    | 5    | 6    |
| 7    | 8    | 9    | 10   | 11   | 12   |
| 13   | 14   | 15   | 16   | 17   | 18   |
| 19   | 20   | 21   | 22   | 23   | 24   |
| 25   | 26   | 27   | 28   | 29   | 30   |

| 9月  | 9月  | 9月  | 9月  | 9月  | 9月  |
| 先負 | 仏滅 | 大安 | 赤口 | 先勝 | 友引 |
| ---- | ---- | ---- | ---- | ---- | ---- |
| 1    | 2    | 3    | 4    | 5    | 6    |
| 7    | 8    | 9    | 10   | 11   | 12   |
| 13   | 14   | 15   | 16   | 17   | 18   |
| 19   | 20   | 21   | 22   | 23   | 24   |
| 25   | 26   | 27   | 28   | 29   | 30   |

| 10月 | 10月 | 10月 | 10月 | 10月 | 10月 |
| 仏滅 | 大安 | 赤口 | 先勝 | 友引 | 先負 |
| ---- | ---- | ---- | ---- | ---- | ---- |
| 1    | 2    | 3    | 4    | 5    | 6    |
| 7    | 8    | 9    | 10   | 11   | 12   |
| 13   | 14   | 15   | 16   | 17   | 18   |
| 19   | 20   | 21   | 22   | 23   | 24   |
| 25   | 26   | 27   | 28   | 29   | 30   |

| 11月 | 11月 | 11月 | 11月 | 11月 | 11月 |
| 大安 | 赤口 | 先勝 | 友引 | 先負 | 仏滅 |
| ---- | ---- | ---- | ---- | ---- | ---- |
| 1    | 2    | 3    | 4    | 5    | 6    |
| 7    | 8    | 9    | 10   | 11   | 12   |
| 13   | 14   | 15   | 16   | 17   | 18   |
| 19   | 20   | 21   | 22   | 23   | 24   |
| 25   | 26   | 27   | 28   | 29   | 30   |

| 12月 | 12月 | 12月 | 12月 | 12月 | 12月 |
| 赤口 | 先勝 | 友引 | 先負 | 仏滅 | 大安 |
| ---- | ---- | ---- | ---- | ---- | ---- |
| 1    | 2    | 3    | 4    | 5    | 6    |
| 7    | 8    | 9    | 10   | 11   | 12   |
| 13   | 14   | 15   | 16   | 17   | 18   |
| 19   | 20   | 21   | 22   | 23   | 24   |
| 25   | 26   | 27   | 28   | 29   | 30   |